# Німецький інститут з міжнародних питань та безпеки
Stiftung Wissenschaft und Politik (SWP) у Берліні є цивільно-правовим фондом та засновницькою організацією, що стоїть за Німецьким інститутом міжнародних питань та безпеки . Він консультує Бундестаг ( парламент Німеччини ) та федеральний уряд з питань зовнішньої політики та політики безпеки . SWP також консультує тих, хто приймає рішення, у міжнародних організаціях, що стосуються Німеччини, перш за все Європейського Союзу, НАТО та Організації Об'єднаних Націй . SWP - провідний європейський аналітичний центр у міжнародних відносинах. 

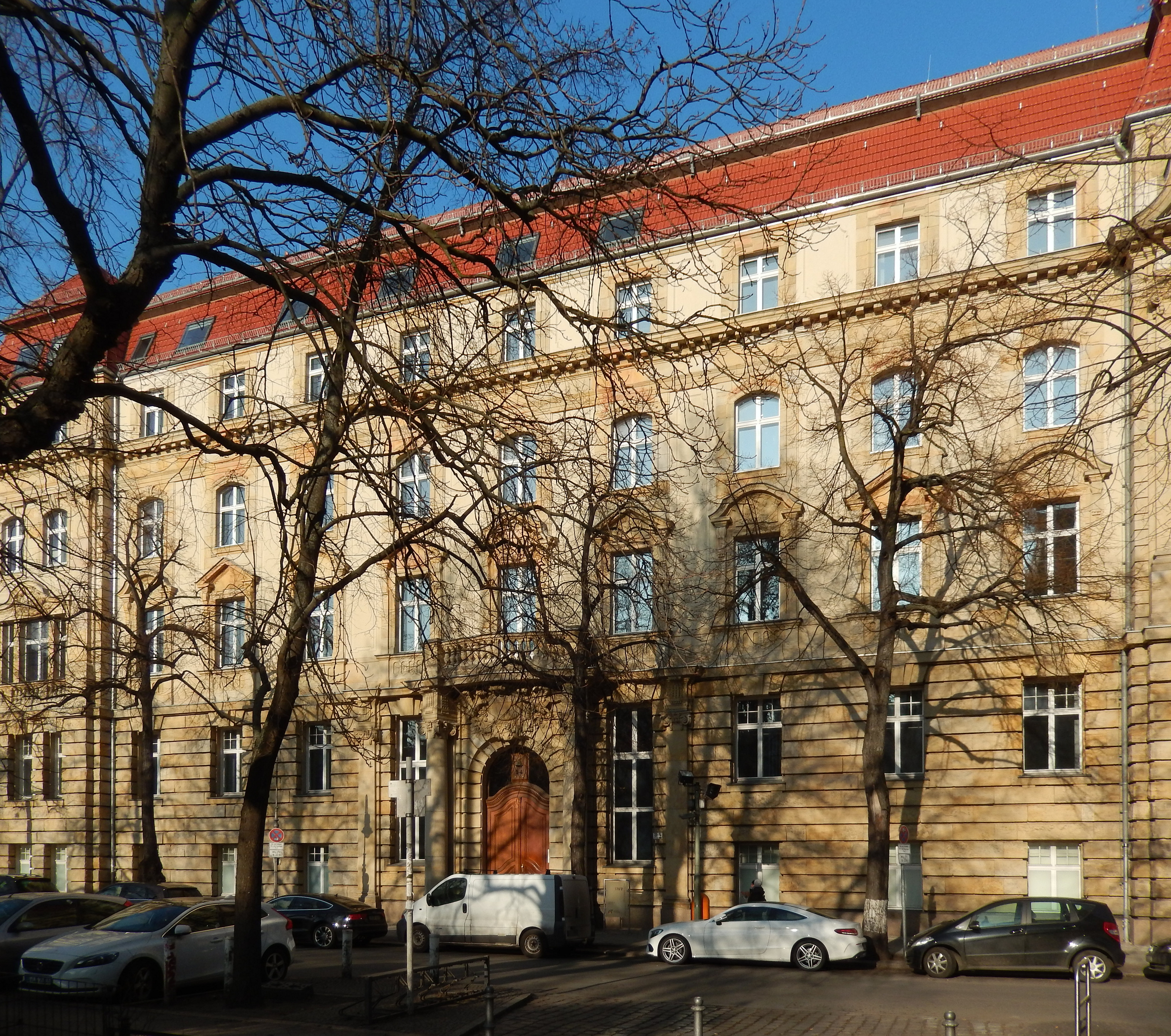
Sitz der Stiftung Wissenschaft und Politik у Берліні

## Історія, організація та функції SWP
SWP був створений у 1962 році в Мюнхені . 21 січня 1965 року Бундестаг одноголосно вирішив, що уряд Німеччини стане членом фонду. У 2001 році штаб-квартира фонду та його науково-дослідницький інститут переїхали з Ебенгаузена поблизу Мюнхена до Берліна. З цього часу він розміщувався в перерахованій будівлі на Людвігкірхплац.
Щоб допомогти їй виконувати свою роль як цивільно-правового фонду, SWP отримує інституційне фінансування у розмірі  визначеному Бундестагом Ця дотація затверджується щорічно при формуванні бюджету SWP, виплачується з бюджету канцелярії та покриває всі витрати, пов'язані з основною діяльністю SWP. Він також проводить спеціальні дослідницькі проекти, які отримують стороннє фінансування. У 2016  фінансовому році SWP було федерально профінансовано в розмірі 12,3 мільйона євро . Цю підтримку доповнили 2,53 м від зовнішніх спонсорів.
Рада (Stiftungsrat) - найвищий наглядовий орган та орган, що приймає рішення. У ньому є три «лавки»:
1. «Лавка Бундестагу», що складається з одного представника кожної парламентської партії (зараз 4).
2. "Урядова лава": щонайменше сім представників федерального уряду за пропозицією глави канцелярії (наразі 8).
3. "Приватна лава": щонайменше сім видатних діячів з наукових шкіл, бізнесу та громадського життя (зараз 8).

Крім того, є президент і два віце-президенти. Президент та один із віце-президентів також повинні бути видатними діячами з наукових шкіл, бізнесу та громадського життя; інше віце-президентство зарезервоване для глави канцелярії. Поки канцелярія контролює організацію SWP, Федеральний уряд не контролює її Раду. Він не може ні брати на себе керівництво Ради, ні домагатися більшості голосів: жодна «лава» не може сама досягти простої більшості. Більше того, обрання членів вимагає більшості в дві третини. Таким чином, статути свідомо змушують різних представників Ради SWP працювати разом. 
Кожні два роки керівні рамки  розробляються науково-дослідним департаментом SWP та керівництвом інституту, перед тим як бути винесені на розгляд Ради SWP та після цього піддані голосуванню. Загалом, керівні рамки зосереджуються на загальних питаннях протягом двох років, з особливим посиланням на поточний та передбачуваний стан справ у міжнародній політиці. Він встановлює конкретні тематичні виклики та теми, наприклад, цілі ООН щодо сталого розвитку (СБР), біженців та мігрантів, розпуск регіональних структур на Близькому Сході та міжнародне управління кризовими ситуаціями (приклади дослідницької програми 2017–2018).
У встановлених керівних рамках SWP вільний виконувати та структурувати проекти та дослідження, як вважає за потрібне. Це захищає безперешкодну здатність SWP вирішувати довгострокові проблеми, а також поточні події в міжнародній політиці. Приклади включають аналізи та тексти про кризу в Україні ; ядерна угода з Іраном ; проекти щодо потоків біженців та співпраці з розвитку ; та Ізраїль та його регіональні та глобальні конфлікти: внутрішні розвиток, проблеми безпеки та закордонні справи.

## Науково-дослідні підрозділи та основні напрямки досліджень
Дослідження SWP організовані у вісім підрозділів, що нараховує близько 60 дослідників: ЄС / Європа; Центр прикладних турецьких досліджень, міжнародної безпеки; Америки ; Східна Європа, Євразія ; Близький Схід та Африка ; Азія; та глобальні проблеми.
Зараз у SWP працює понад 140 співробітників, не рахуючи відвідувачів наукових кадрів чи дослідників для стипендій. Після рішення Ради SWP у січні 2001 року співробітники Федерального інституту російської мови в Кельні, Bundesinstitut für Ostwissenschaftliche und Internationale Studien (BIOst) та відділу сучасних досліджень Мюнхенського інституту досліджень південно-європейських досліджень (SOI ) були інтегровані в SWP.

## Усі співробітники науково-дослідного підрозділу мають університетські ступені, які, як правило, узгоджуються з його предметом. Серед нихполітологи,юристи,економісти, природознавці,соціологи,фізики. Офіцеринімецьких військовихтакож залишаються для того, щоб ділитися своїми знаннями з питань безпеки.
SWP публікує всі подані аналізи та звіти.

## Управління
Першим директором SWP після його переведення в Берлін у 1998 році був політолог Крістоф Бертрам, завданням якого було інтегрувати штатних працівників та спеціалізації трьох інститутів. Починаючи з 2005 року, Близькосхідний експерт Волкер Пертес очолює Інститут, використовуючи нові підходи для перетворення його на один з провідних аналітичних центрів у Західній півкулі.
Президентом Ради SWP є Ніколаус фон Бомхард, який до 2017 року був головою правління Мюнхенського Ре (Мюнхенська перестрахувальна компанія). Його віце-президентами є федеральний міністр та глава канцелярії Гельге Браун та депутат Європарламенту Анжеліка Ніблер . Головою дорадчого комітету з досліджень є Крістофер Дааз (Франкфуртський університет). 

## Інформаційна інфраструктура
Близько 30 співробітників працюють в інформаційній інфраструктурі SWP,яка надає інформаційні послуги як науковцям SWP,так і Бундестагу та федеральним міністерствам. SWP також керує інформаційною мережею з міжнародних відносин та краєзнавчих досліджень (FIV), яка керує однією з найбільших у світі літературних баз даних соціальних наук, World Relations Online. Це стає доступним для (професійної) громадськості через різні портали, каталоги та покажчики, а також власний професійний портал SWP, IREON. 

## Проект «На наступний день»
У рамках проекту "На наступний день" SWP разом із Інститутом миру США (USIP) дали сирійській інтелігенції та представникам різних сирійських політичних рухів можливість обговорити свої ідеї щодо політичного, конституційного та економічного розвитку Сирії після гіпотетичної заміни уряду Башара Асада . У 2011–2012 рр. Багато урядів і оглядачів були впевнені, що повстання в Сирії може призвести до повалення президента, як це було в Тунісі та Єгипті. Результати проекту були оприлюднені в Сирії та за кордоном у доповіді «На наступний день. Підтримка демократичного переходу в Сирії ».  Проект не стосувався ідей, планів чи підготовки до повалення чи зміни режиму. Згодом ряд сирійців створили громадську організацію під назвою "День після  щоб оприлюднити та обговорити результати серед сирійців, а також внести свій внесок у повоєнний порядок шляхом проектів у механізмах перехідного правосуддя, безпеці документів та охороні національної спадщини.

## Проект «Нова сила, нова відповідальність»
Документ, створений спільно з Німецьким фондом Маршалла під назвою "Нова влада, нова відповідальність" (листопад 2012 - вересень 2013), закликав Німеччину взяти на себе більше відповідальності за справу з "тими, хто порушує міжнародний порядок". Він стверджував, що Німеччині та ЄС потрібно проявити більше готовності діяти з питань міжнародної безпеки, рекомендуючи, зокрема, "Європі та Німеччині потрібно розробити формати операцій НАТО, які роблять їх менш залежними від підтримки США. Це вимагатиме посилення військової дислокації та посилення політичного керівництва. Перш за все, Європа повинна вживати більших запобіжних заходів у своєму сусідстві: це власна відповідальність і нікого не стосується. Німеччині доведеться внести внесок, співмірний з його вагою ».  Документ привертав багато уваги і, як кажуть, чинив значний вплив на видатних членів німецького уряду. Однак мирові активісти були гостро критичні.  Під час презентації нової Білої книги федеральним міністром оборони фон дер Леєном Волкер Пертс підкреслив, що Німеччина є "відповідальною середньою державою" і її потрібно "захищати і передавати європейський і глобальний порядок разом з іншими державами". 

## WikiLeaks
У листопаді 2010 року та січні 2011 року WikiLeaks опублікував доповіді працівників посольства США в Берліні про дві події у грудні 2009 року  та січні 2010 року  в яких взяв участь директор SWP Волкер Пертес. Крім усього іншого, події стосувалися трансатлантичних розбіжностей щодо того, як боротися з Іраном. Під час події в січні 2010 року Пертес поставив питання про те, чи США також розглядають невійськові чи невійськові засоби запобігання потенційному ядерному "прориву" з боку Ірану. Питання ґрунтувалося на припущенні, що такі програми (кібератаки чи інші форми диверсій, які можуть призвести до того, що частини ядерної програми не спрацьовують, не починаючи чи не провокуючи війни) вже існують. Пертес також висловив це припущення у статті "Відкрита демократія", опублікованій  у січні 2010 року.  Це було підтверджено правильними повідомленнями, що показують, що атака Stuxnet повинна була розпочатися щонайменше за півроку до бесіди в посольстві США у січні 2010 року. 
В інтерв'ю Guardian про січневу подію 2010 року в Посольстві США Пертес заявив, що припустив, що "незрозумілі події" або "збої в роботі комп'ютера" є кращими для військових ударів. А військових ударів або військової ескалації з Іраном, безумовно, потрібно уникати.